# Hemitaurichthys
Hemitaurichthys là một chi cá biển thuộc họ Cá bướm. Những loài trong chi này được phân bố rộng rãi ở Ấn Độ Dương và Thái Bình Dương.

## Từ nguyên
Tiền tố hemi trong từ hemitaurichthys được Latinh hóa từ ἡμι (hēmi) trong tiếng Hy Lạp cổ đại, mang nghĩa là "một nửa", vì chi này có hình thái tương đồng nhưng có nhiều vảy đường bên hơn so với chi Taurichthys (đồng nghĩa của Heniochus).

## Các loài
Có bốn loài được công nhận trong chi này, bao gồm:
- Hemitaurichthys multispinosus Randall, 1975
- Hemitaurichthys polylepis (Bleeker, 1857)
- Hemitaurichthys thompsoni Fowler, 1923
- Hemitaurichthys zoster (Bennett, 1831)

## Sinh thái học
Cả bốn loài Hemitaurichthys đều ưa sống ở khu vực sườn dốc của rạn viền bờ, và có thể được tìm thấy ở vùng nước khá sâu (đến 300 m ở H. thompsoni). Thức ăn chủ yếu của chúng là sinh vật phù du.
Những cá thể lai tạp giữa H. polylepis và H. zoster đã được quan sát tại Indonesia, quần đảo Cocos (Keeling) và đảo Giáng Sinh. Ngoài ra, H. polylepis còn tạp giao với cả H. thompsoni tại Hawaii.
H. polylepis còn có thể tạo ra âm thanh để thu hút bạn tình và thực hiện các màn tán tỉnh.